# Функционална неграмотност
Функционалната неграмотност е ниво на уменията за четене и писане, което е недостатъчно за извършване на ежедневните дейности, изискващи четене над начално ниво. Тя се различава от неграмотността в тесен смисъл, която е свързана с пълна невъзможност за разчитане на прости изречения.